# 静升文庙
36°53′43″N 111°52′11″E / 36.89528°N 111.86972°E
静升文庙位于中国山西省灵石县静升镇静升村中心十字路口北侧，紧邻王家大院，已列为全国重点文物保护单位。

## 历史
静升文庙是一个乡村文庙，由灵石知县冉大年应乡民的请求，创建于元至顺三年（1332年）至至元二年（1336年），一说建于至正二年（1342年），历经多次修缮，现存为清代建筑。

## 建筑
静升文庙现分东中西并列的三路建筑，南北各有数进，沿中轴线自南向北，依次为影壁、棂星门、泮池、状元桥、大成门、大成殿、寝殿、尊经阁等建筑，前后四进。西路有义学、明伦堂。东路有赈济堂、义仓，东南角建有奎星楼。
石雕影壁位于路边，高3米、宽7.6米，尺度不大而雕刻精美，表现“鲤鱼跳龙门”主题，采用镂雕等技术，双面镂空，下部描绘锦鲤，上部描绘蛟龙。
- 影壁和奎星楼
- 影壁局部

奎星楼位于文庙东南角，建于清康熙元年，民国改建，楼高四层，六边形平面，六脊盔顶，每层均设外廊。
影壁后为棂星门石牌坊，仿木结构，四柱三楼悬山顶。两侧为“德侔天地”、“道贯古今”木牌坊。过袖珍的泮池和状元桥，即大成门，三开间硬山顶。
- 泮池、大成门
- 泮池、棂星门

大成殿建于1米高的台基之上，面阔三间，进深五椽，悬山顶。塑像为现代新塑。两侧为名宦祠、乡贤祠。
- 大成殿
- 大成殿内部
- 大成殿雀替、斗拱
- 大成殿

后院有寝殿、尊经阁等建筑。
- 上：尊经阁；下：启圣祠、寝殿、崇圣祠
- 寝殿内部
- 尊经阁
- 西院

东院有义仓等建筑，西院为明伦堂，内设学宫。

## 保护
1996年，静升文庙被列为山西省文物保护单位。
2013年3月5日，静升文庙由中华人民共和国国务院列为第七批全国重点文物保护单位。编号7-0879-3-177。